# Juan Francisco Solano López
Juan Francisco Solano López zwany Panchito – paragwajski wojskowy.
Był najstarszym synem Francisco Solano Lópeza i jego partnerki Elizy Lynch. Posiadał stopień pułkownika, w końcowym okresie wojny paragwajskiej pełnił funkcję nominalnego szefa sztabu ojca. Zginął wraz z nim, w Cerro Corá, 1 marca 1870.